# Pierre Duret de la Plane
Pierre Duret de la Plane (1728-1811 à Eysines) est un agronome et physiocrate français. Il reçut en héritage à la mort de son père, en 1762, le domaine de la Plane et le château Lescombes à Eysines. Il s'est distingué par son engagement concret local dans la généralisation de la culture de la pomme de terre à une époque où les famines sévissaient en France.

## Sa vie
Pierre Duret fait partie d'une famille de négociants protestants bordelais aisés.
- La famille Duret, dont la filiation remonte à Benjamin Duret, bourgeois de Bordeaux et négociant, acquiert la maison noble de la Plane en 1724.
- C'est le fils d'Abraham Duret, négociant et aide-major des troupes bourgeoises de la Ville (mort en 1748 à 50 ans), sieur de la Plane, et de Catherine Vanderhagen (décédée à 70 ans) ; Il a eu un frère Max.
- Le 2 mai 1755, premier mariage de Pierre Duret, bourgeois et négociant (fils de feu Louis-Abraham, aussi bourgeois et négociant, et de Cath. Vanderhagen), avec Anne Borel, fille de Daniel, bourgeois et négociant.
- Ils perdent deux enfants : le 5 avril 1766, décès à 8 ans de leur fils Pierre Duret et le 23 août 1771 de leur fille Catherine Duret, épouse de Joachim Schrôder, 27 ans. Leur fille Jeanne épouse le 23 mars 1782 Jean-René Barde, natif de la République de Genève, négociant. (Présents : M.-J. Stuttemberg, R, Fenouilh, E.-P. Crug, Paul Duret fils, Duret de Fenouilh, Duret veuve)
- Après le décès de son épouse, Pierre Duret se remarie le 27 janvier 1770, avec Gertrude Vinthuysen.

## Son rôle

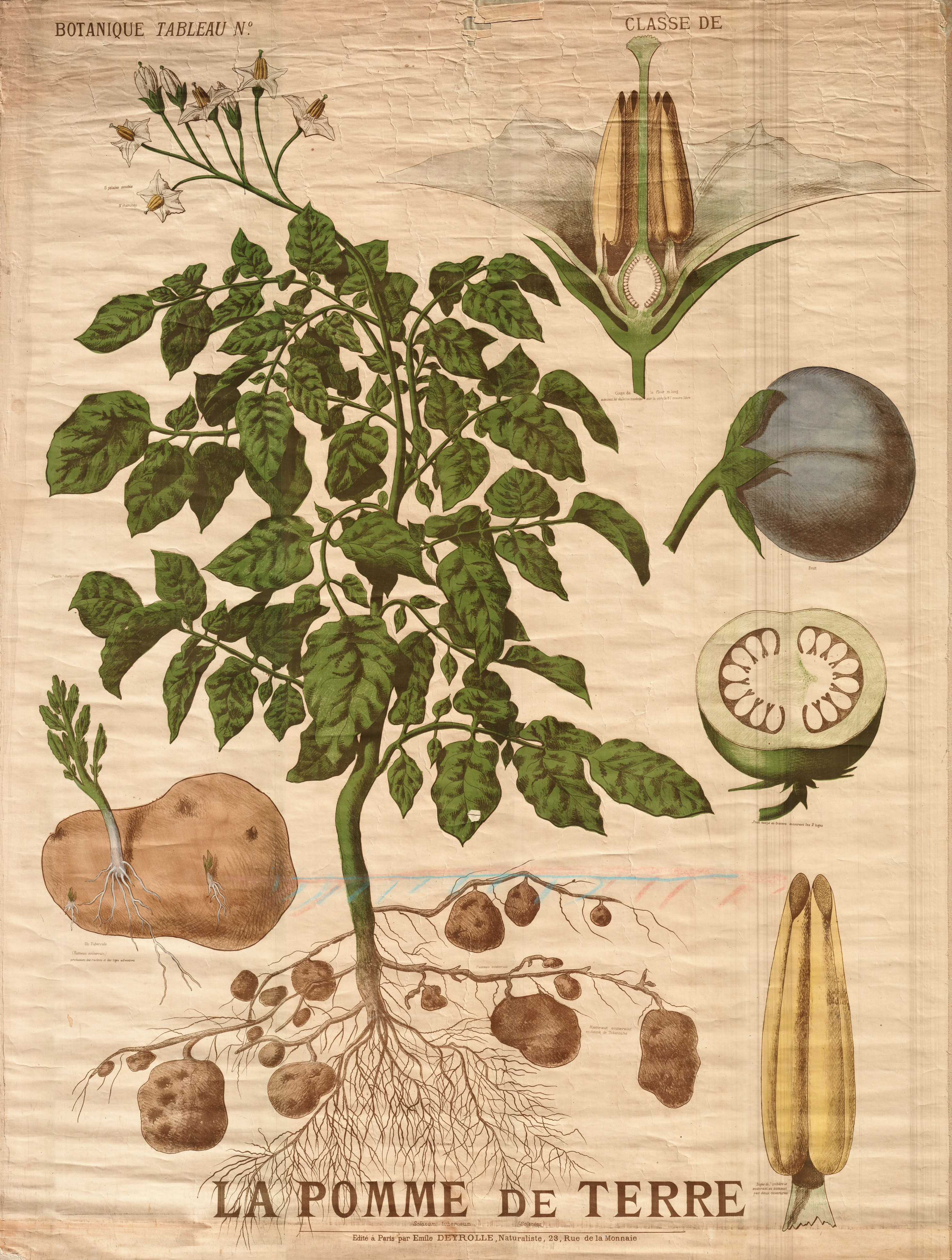
Planche botanique d'Émile Deyrolle : La pomme de terre.

En 1771, Parmentier, reprenant les idées de François Mustel avait remporté le prix organisé par l'Académie des sciences, belles-lettres et arts de Besançon et de Franche-Comté sur le thème : « Quel végétal pourrait remplacer les céréales panifiables en cas de disette ? » : on peut fabriquer du pain de pomme de terre en mélangeant le légume avec de la farine de blé.
À titre expérimental Pierre Duret introduit sur sa métairie de Langlet la culture de la pomme de terre et en 
1794, il fait installer une meule sur la margelle du puits du pigeonnier monumental de Lescombes, actionnée par un cheval. Avec la farine ainsi produite, mélangée à de la pomme de terre, Duret fait du pain : « J’y ferai mêler un quart de patates sur trois quarts de farine, ce qui produit un très bon pain et qui se conserve très frais ».
Sur sa propriété, Duret a également introduit artichauts et asperges cultivés par son maître-valet Panchille.

## Engagement politique

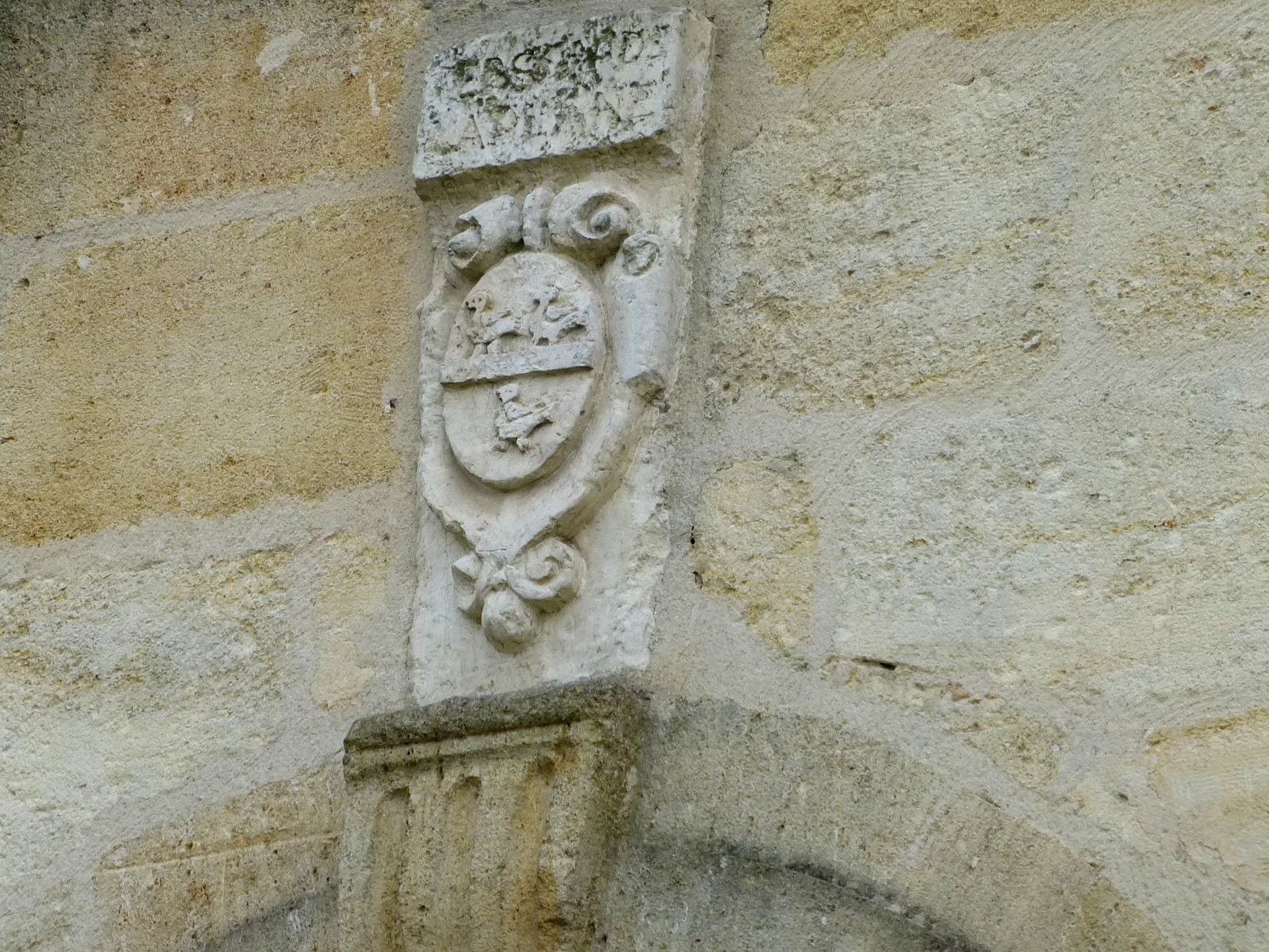
Blason de Gratian de Mullet

Le 10 septembre 1789, Pierre Duret écrit dans son livre de raison : « les Eysinais m'ont fait l'honneur de me nommer à la pluralité des voix, président de leur conseil municipal ». Il propose une pièce du château de la Plane pour tenir les réunions du Conseil et distribuer des vivres aux indigents.